# Vatana ogromna
Vatana ogromna är en insektsart som först beskrevs av Irena Dworakowska 1977.  Vatana ogromna ingår i släktet Vatana och familjen dvärgstritar. Inga underarter finns listade i Catalogue of Life.